# Isidore Pasquier
Isidore Pasquier (né le 19 octobre 1862 à Livré, où il est mort le 25 novembre 1945) est un avocat, agriculteur et syndicaliste français. Il a particulièrement  contribué au développement  du  syndicalisme agricole d'inspiration chrétienne.  Titulaire  d’un  doctorat  en  droit, il décida de revenir à l’agriculture.

## Biographie
Titulaire  d’un  doctorat  en  droit, avocat à la Cour d'Appel d'Angers, il est l'auteur d'une thèse sur le Métayage dans le Craonnais. Il s'installe dans la région de Craon comme exploitant agricole en 1892. 
Propriétaire à Athée, il a fondé en 1893 avec l'aide du curé de la paroisse le syndicat agricole d'Athée-Craon. Il a le soutien de Godefroy de Villebois-Mareuil, établi dans la région de Segré.
Il crée alors des syndicats de paysans dans les années qui suivent peu après, et principalement en Mayenne : Ballots, Livré-la-Touche, Congrier, La Gravelle, et en Ille-de-Vilaine : Le Pertre. Pour lui, le syndicat agricole doit être tenu par des cultivateurs comme le syndicat d'ouvriers par des ouvriers, reprenant ainsi les idées de Léon Harmel. Il se dresse contre l'emprise des grands propriétaires sur le syndicalisme agricole. Il se déclaré élève de la Réforme de Le Play, se réclame de Léon XIII, de Albert de Mun, et plus tard de Marc Sangnier. Les syndicats n'ont pas qu'un rôle commercial ; ce sont aussi des groupes sociaux ayant à exercer une action morale pour le développement du foyer et le progrès professionnel.
Il écrit en 1906 le cadre au milieu duquel doivent seuls prendre place des professionnels, n'est autre que le corporatisme libre, le syndicat professionnel, indépendant des influences politiques. Il prône la paix sociale qui repose sur la solidarité dans le cadre de la profession. Il crée en Mayenne la première caisse rurale de crédit en 1897, d'autres suivent autour de Craon. Elles sont organisées selon les principes de Frédéric-Guillaume Raiffeisen et Louis Durand, en union avec les caisses rurales de Nantes. En 1930, il existe 92 caisses dans le département, caisses fédérées en Union des Caisses Rurales du Maine et de l'Anjou.
Les syndicats en place manifestent leur puissance jusqu'à la Seconde Guerre mondiale en s'opposant à la réforme du métayage et des baux de fermage, reforme demandée par le Syndicat de Pasquier. Ils se sont alliés pour présenter des listes communes pour les élections à la chambre d’agriculture de 1927, pour contrer l’opposition du Syndicat mené par le chrétien-démocrate Isidore Pasquier. Dans l'arrondissement de Château-Gontier, la liste du Syndicat du Craonnais l’emporte. Dans un premier temps,  la chambre d’agriculture, en réunissant dans une même assemblée les différentes tendances, révèle et exacerbe les oppositions.
En 1931, il crée une coopérative agricole de la Mayenne afin d'alléger les tâches des syndicats locaux, réservant aux syndicats la défense de la profession agricole et de la famille rurale. Par ses prises de position, il se démarque de l'aristocratie foncière.
En 1932, il soutient Guy Menant, candidat démocrate populaire aux élections législatives, et le Parti agraire et paysan français de Fleurant Agricola. Le résultat est de cristalliser les oppositions à Pasquier. 
La renommée de Pasquier dépasse le département, il est président du Secrétariat central d'Initiative Rurale (SCIR) issu du Sillon, crée en 1920, et entretient des relations étroites avec Jules Zirnheld, fondateur et président de la Confédération française des travailleurs chrétiens.
Le syndicat de Pasquier décline avant la seconde guerre mondiale. Victime d'attaques personnelles, de la faillite de ses entreprises, la majorité des syndicats locaux de font absorber par la Fédération Indépendante de la Mayenne initiée par Raymond Delatouche, nettement corporatiste.
Il indiquera dans son Testament social, que le mot même de paysan, considéré de bon ton par l'aristocratie fut un camouflage pratique pour capter la masse. Il critique la Corporation paysanne qui pour lui a détruit l'idée d'un syndicalisme libre. Il redoute la domination sociale sur les paysans par la puissance d'argent, agissant sous l'influence du clan au pouvoir. Devant l'offre d'avances de fonds du Crédit agricole réorganisé pour l'installation des jeunes en ferme, il trouve illusoire d'envisager la possibilité d'établir des jeunes avant la fin de la guerre, tant que l'ennemi ne serait pas bouté dehors.
Ses quatre fils seront tous ingénieurs agronomes.  En 1945, Robert Buron est parachuté par le MRP en Mayenne. Le MRP s'appuie sur les anciens du Sillon et les proches d'Isidore Pasquier, sur les dirigeants ruraux et sur le jeune clergé JAC, CFTC, et les spécialistes de l'action sociale. À la suite de Guy Menant, député Jeune République élu en 1932, il relaie les revendications des fermiers et des métayers qui demandent une amélioration de leurs statuts. 
Isidore Pasquier (fils) participe au Comité départemental provisoire d'action agricole (CDAA) (ordonnance du 12 octobre 1944) doit proposer aux (fils) préfets et au ministre de l'agriculture de jeter les bases d'une nouvelle organisation agricole. Pour Georges Macé, Isidore Pasquier et Joseph Hatte seraient, après diverses entrevues avec le ministre de l'agriculture François Tanguy-Prigent, parmi les inspirateurs du statut du fermage et du métayage (loi du 13 avril 1946). Ce statut, très protecteur des droits des paysans vis-à-vis de leurs propriétaires, est encore en vigueur aujourd'hui.
Il est candidat aux élections constituantes de 1945 sur la liste du MRP.

## Sources
- Georges Macé, Propriétaires et organisations agricoles en Mayenne de la fin du XIXe au milieu du XXe siècle
- Georges Macé, Un département rural de l'Ouest : la Mayenne, Mayenne, J. Floch, 1982, 2 vol., 1011 p
- Les pouvoirs à la Libération dans le département de la Mayenne. Archives départementales de la Mayenne, IHTP, mai 1989.